# Shift (musikalbum)
Shift är det fjärde albumet av det svenska grindcorebandet Nasum. Detta blev bandets sista album inspelad med frontfiguren Mieszko Talarczyk efter Tsunamikatastrofen i Thailand den 26 december 2004, där Mieszko omkom. Därefter hade de andra bandmedlemmarna sitt projekt kvar att släppa samlingsalbumet Grind Finale som skulle vara det allra sista som skulle släppas med Nasum.

## Låtlista
1. "Particles"
2. "The Engine of Death"
3. "Twinkle, Twinkle Little Scar"
4. "No Paradise For the Damned"
5. "Wrath"
6. "Fear is Your Weapon"
7. "The Deepest Hole"
8. "High on Hate"
9. "Pathetic"
10. "Circle of Defeat"
11. "Like Cattle"
12. "Ros"
13. "The Smallest Man"
14. "Cornered"
15. "Strife"
16. "The Clash"
17. "Hets"
18. "Closer to the End"
19. "Fury"
20. "Fight Terror With Terror"
21. "Ett Inflammerat Sår"
22. "Deleted Scenes"
23. "Creature"
24. "Darkness Falls"

## Medlemmar
- Mieszko Talarczyk - sång, gitarr
- Anders Jakobson - trummor
- Jon Lindqvist - bas
- Urban Skytt - gitarr